# Liste der Einträge im National Register of Historic Places im Tippah County

Lage des Tippah Countys in Mississippi

Die Liste der Einträge im National Register of Historic Places im Tippah County in Mississippi führt die Bauwerke und historischen Stätten im Tippah County auf, die in das National Register of Historic Places aufgenommen wurden.
| [ 2 ] | Name                                    | Bild                                    | Eintragsdatum        | Lage | Ort           | Beschreibung                                       |
| ----- | --------------------------------------- | --------------------------------------- | -------------------- | --- | ------------- | -------------------------------------------------- |
| 1     | Blue Mountain College Historic District | Blue Mountain College Historic District | 1979 ID-Nr. 79003383 | Mississippi Highway 15 34° 40′ 24″ N, 89° 1′ 46″ W                                                              | Blue Mountain |                                                    |
| 2     | Old US Post Office-Ripley               | Old US Post Office-Ripley               | 2000 ID-Nr. 00001056 | 301 North Main Street 34° 43′ 54″ N, 88° 56′ 58″ W                                                              | Ripley        | 1938 errichtet und bis 2000 als Postamt in Betrieb |
| 3     | Ripley Historic District                | Ripley Historic District                | 2005 ID-Nr. 05000281 | Abgegrenzt durch North Street, Siddall Street, Mississippi Street und Middle Street 34° 43′ 53″ N, 88° 57′ 0″ W | Ripley        |                                                    |